# Jack Williamson
Jack Williamson   (Bisbee, 29 d'abril de 1908 - Portales, 10 de novembre de 2006) va ser un escriptor de ciència-ficció estatunidenc, un dels molts anomenats el "degà de la ciència-ficció". També se li atribueix un dels primers usos del terme enginyeria genètica. Al principi de la seva carrera de vegades utilitzava els pseudònims Will Stewart i Nils O. Sonderlund.

## Biografia
Williamson va néixer el 29 d'abril de 1908 a Bisbee, territori d'Arizona. Segons el seu propi relat, els primers tres anys de la seva vida els va passar en un ranxo al cim de les muntanyes de la Sierra Madre, a les capçaleres del riu Yaqui a Sonora, Mèxic. Va passar gran part de la resta de la seva primera infància a l'oest de Texas. A la recerca de millors pastures, la seva família va emigrar a la zona rural de Nou Mèxic en un carro cobert tirat per cavalls el 1915. L'agricultura era difícil allà i la família es va dedicar a la ramaderia, que continuen fins avui prop de Pep. Va servir al Cos Aeri de l'Exèrcit dels Estats Units durant la Segona Guerra Mundial com a meteoròleg.

## Carrera d'escriptor
De petit, Williamson gaudia explicant contes al seu germà i a les seves dues germanes. De jove, va descobrir la revista Amazing Stories, fundada el 1926 per Hugo Gernsback, després de respondre a un anunci d'un número gratuït. Es va esforçar per escriure la seva pròpia ficció i va vendre el seu primer conte a Gernsback als 20 anys: "The Metal Man" es va publicar al número de desembre de 1928 d'Amazing.  Durant l'any següent, Gernsback va publicar tres contes més a les noves revistes pulp Science Wonder Stories i Air Wonder Stories, i va publicar per separat "The Girl from Mars" de Miles J. Breuer i Williamson com a Sèrie de Ciència Ficció número 1.  La seva obra durant aquest primer període va estar molt influenciada per A. Merritt, autor de The Metal Monster (1920) i altres sèries de fantasia. Observant la influència de Merritt, Algis Budrys va descriure "The Metal Man" com "una història plena d'imatges memorables".
De bon principi, Williamson va quedar impressionat per les obres de Miles J. Breuer i va mantenir correspondència amb ell. Breuer, un metge que escrivia ciència-ficció en el seu temps lliure, tenia un gran talent i va allunyar Williamson de les fantasies oníriques cap a una trama més rigorosa i una narrativa més sòlida. Sota la tutela de Breuer, Williamson enviava esquemes i esborranys per a la seva revisió. El seu primer treball junts va ser la novel·la Naixement d'una nova República, en què les colònies lunars estaven experimentant una mena de Revolució Americana, un tema que més tard van reprendre molts altres escriptors de ciència-ficció, particularment a The Moon Is a Harsh Mistress de Robert A. Heinlein.
Assetjat per tempestes emocionals i creient que molts dels seus mals físics eren psicosomàtics, Williamson va ser sotmès a una avaluació psiquiàtrica el 1933 a la Clínica Menninger de Topeka, Kansas, en la qual va començar a aprendre a resoldre el conflicte entre la seva raó i la seva emoció. A partir d'aquest període, les seves històries adquireixen un to més cru i realista.
A la dècada del 1930, ja era un autor de gènere consolidat, i l'adolescent Isaac Asimov es va emocionar en rebre una postal de Williamson, a qui havia idolatrat, que el felicitava pel seu primer relat publicat i li oferia "benvingut a les files". Williamson va continuar sent un col·laborador habitual de les revistes pulp, però no va aconseguir l'èxit financer com a escriptor fins molts anys més tard.
Una crítica desfavorable de la seva novel·la Seetee Ship, que deia que la seva escriptura "només es classifica lleugerament per sobre de la d'una tira còmica d'aventures", va fer que Williamson cridés l'atenció de The New York Sunday News, que necessitava un escriptor de ciència-ficció per a una nova tira còmica. Williamson va escriure la tira resultant Beyond Mars (1952–55), basada lliurement en Seetee Ship, fins que el diari va deixar de publicar tots els còmics.
A partir del 1954 i fins a la dècada del 1990, Williamson i Frederik Pohl van escriure més d'una dotzena de novel·les de ciència-ficció junts, incloent-hi les sèries Jim Eden, Starchild i Cuckoo. Williamson va continuar escrivint com a nonagenari i va guanyar els premis Hugo i Nebula durant l'última dècada de la seva vida, sent, amb diferència, l'escriptor més gran a guanyar aquests premis.
En els seus darrers anys, també va criticar els intents d'escriure ciència-ficció "seriosa":
| «                  | Potser per la meva pròpia experiència escrivint ciència-ficció comercial durant tants anys, tinc molt de respecte per la bona artesania del tipus que els escriptors comercials han de desenvolupar. Les etiquetes de les quals tant se sent parlar: "comercial", "escriptor seriós", "mainstream", "hack", "New Wave", "experimental" solen ser molt enganyoses. En el meu propi camp, Ed Hamilton i Hank Kuttner i més recentment Bob Silverberg són tots escriptors que van adquirir un bon domini del gènere de ciència-ficció al principi de les seves carreres i que més tard van utilitzar això per fer una obra més conscientment "literària" i, per tant, més admirada pels crítics. Però certament l'escriptura que van fer abans va ser merescudament popular entre els fans de la ciència-ficció, que evidentment van trobar aquestes obres prou "serioses" per merèixer ser llegides. No obstant això, m'opose als trucs literaris que tendeixen a l'obscuritat o a la dificultat artificial, tot i que puc veure arguments per a aquest tipus d'enfocament. La meva pròpia experiència com a professora d'escriptura confirma la meva sensació que els nous autors amb ambicions artístiques poden trobar-se menyspreant massa de les formes i patrons antics simplement perquè els associen cegament amb treballs manuals. La qüestió és que aquests patrons i estructures formen el vocabulari bàsic a través del qual tots els escriptors de ciència-ficció han de parlar. Aquesta és una de les raons per les quals no simpatitzo completament amb escriptors contemporanis com Silverberg, Chip Delany i Tom Disch, que clarament volen ser reconeguts com a autors "serios" o convencionals. | » |
| — Jack Williamson, | |   |

## Carrera acadèmica
Williamson va obtenir la seva llicenciatura en arts i Master of Arts en anglès a la dècada de 1950 a la Eastern New Mexico University (ENMU) de Portales (prop del Panhandle de Texas), i es va incorporar al professorat d'aquesta universitat el 1960. Va romandre afiliat a l'escola durant la resta de la seva vida. A finals de la dècada de 1990, va establir un fideïcomís permanent per finançar la publicació d' El Portal, la revista de literatura i art de l'ENMU. A la dècada de 1980, va fer una donació considerable de llibres i manuscrits originals a la biblioteca de l'ENMU, cosa que va donar lloc a la formació d'un departament de Col·leccions Especials; la biblioteca ara acull la Jack Williamson Science Fiction Library, que el lloc web de l'ENMU descriu com "una de les millors col·leccions de ciència-ficció del món". A més, Williamson va acollir la Jack Williamson Lectureship Series, una conferència anual on convidats d'honor i altres autors destacats donen conferències, llegeixen les seves obres i participen en animades taules rodones sobre una varietat de temes. El càtedra encara se celebra cada any a l'ENMU. L'edifici Jack Williamson d'Arts Liberals acull els departaments de Llengües i Literatura, Ciències Matemàtiques, Història, Religió i Ciències Socials, i Psicologia i Ciències Polítiques de la universitat, així com el deganat de la Facultat d'Arts Liberals i Ciències.
Williamson va completar el seu doctorat en literatura anglesa a la Universitat de Colorado a Boulder, centrat en les obres anteriors de H.G. Wells, demostrant que Wells no era l'optimista ingenu que molts creien que era.

## Termes encunyats
Williamson va encunyar la paraula «terraformació» en una història de ciència-ficció publicada a Astounding Science Fiction el 1942.
La paraula «psiònica» va aparèixer per primera vegada a la novel·la curta de Williamson The Greatest Invention, publicada a la revista Astounding el 1951.
També se li atribueix un dels primers usos del terme "enginyeria genètica".

## Anys posteriors
Els Escriptors de Ciència Ficció d'Amèrica van nomenar Williamson el seu segon Gran Mestre de Ciència Ficció després de Robert Heinlein, atorgat el 1976.
Després d'haver estat acomiadat de l'ENMU durant la crisi financera de la universitat el 1977, Williamson va passar un temps concentrant-se en la seva escriptura, però després de ser nomenat professor emèrit per l'ENMU, va ser convençut de tornar a impartir dues classes nocturnes, "Escriptura creativa" i "Fantasia i ciència-ficció" (va ser pioner d'aquesta última a l'ENMU durant els seus dies de professor a temps complet). Williamson va continuar impartint aquestes dues classes fins al segle XXI. Després de fer una gran donació de manuscrits originals i llibres rars de la seva col·lecció personal a la biblioteca de l'ENMU, es va crear una àrea especial de col·leccions per allotjar-los i es va anomenar "Col·lecció especial Jack Williamson".
El 1994, Williamson va rebre un Premi Mundial de Fantasia per la seva Trajectòria.
El Saló de la Fama de la Ciència Ficció i la Fantasia va incorporar Williamson el 1996, la seva promoció inaugural de dues persones difuntes i dues vives.
L'Associació d'Escriptors de Terror va atorgar el Premi Bram Stoker a la Trajectòria Professional el 1998  i la Convenció Mundial de Terror el va elegir Gran Mestre el 2004.
El novembre de 2006, Williamson va morir a casa seva a Portales, Nou Mèxic, als 98 anys. Malgrat la seva edat, havia fet una aparició a la conferència Jack Williamson de la primavera de 2006 i havia publicat una novel·la de 320 pàgines, The Stonehenge Gate, el 2005.
El novembre de 2006, Williamson va morir a casa seva a Portales, Nou Mèxic, a 98 anys. Malgrat la seva edat, havia fet una aparició a la conferència Jack Williamson de la primavera de 2006 i havia publicat una novel·la de 320 pàgines, The Stonehenge Gate, el 2005.
Els planetes menors 5516 Jawilliamson i 235281 Jackwilliamson reben el seu nom en honor seu.

## Sèrie Legió de l'Espai
Mentre assistia a un curs de Great Books (Llibres clàssics), Williamson va descobrir que Henryk Sienkiewicz havia creat una de les seves obres agafant Els tres mosqueters d'Alexandre Dumas i combinant-los amb John Falstaff de William Shakespeare. Williamson va portar aquesta idea a la ciència-ficció amb La legió de l'espai.
Desesperat per diners, va buscar una font d'ingressos ràpida. Mentre que la majoria de publicacions pulps de l'època trigaven a pagar, la recentment reiniciada Astounding va ser una excepció. Tanmateix, no van acceptar novel·les, així que Williamson va presentar tres contes i una novel·la curta. En assabentar-se que també acceptaven novel·les per a la serialització, va enviar The Legion of Space, que es va publicar com una antologia en sis parts. Ràpidament es va convertir en una de les preferides del gènere i es va recopilar ràpidament en una versió de tapa dura.
La història té lloc en una època en què els humans han colonitzat el Sistema Solar però no s'atreveixen a anar més enllà, ja que la primera expedició extrasolar a l'Estrella de Barnard va fracassar i els supervivents van tornar com a bojos xerraires, grotescos i malalts. Parlaven d'un planeta gegantí, poblat per animals ferotges i de l'única ciutat que queda de les malvades "Meduses". Les Meduses tenen una vaga semblança amb les meduses, però en realitat són éssers voladors de la mida d'un elefant, amb quatre ulls i centenars de tentacles. Les Meduses no poden parlar ni comunicar-se entre elles mitjançant un codi de microones.
El personatge de Falstaff es diu Giles Habibula. Va ser un criminal i pot obrir qualsevol pany que s'hagi fabricat mai. De jove l'anomenaven Giles el Fantasma. Jay Kalam (comandant de la Legió) i Hal Samdu són els noms dels altres dos guerrers. En aquesta història, aquests guerrers del segle XXX lluiten contra les Meduses, la raça alienígena del planeta solitari de l'Estrella de Barnard. La Legió en si mateixa és la força militar i policial del Sistema Solar després del derrocament d'un imperi anomenat el Saló Porpra que abans governava tots els humans.
En aquesta novel·la, uns pretendents porpres renegats s'alien amb les Meduses per recuperar el seu imperi. Però les Meduses, que són totalment diferents dels humans en tots els sentits, es giren contra els Porpres, buscant destruir tots els humans i traslladar-se al Sistema Solar, ja que el seu propi món, molt més antic que la Terra, finalment torna en espiral cap a l'Estrella de Barnard. Un dels Porpres, John Ulnar, va donar suport a la Legió des del principi, i és el quart gran guerrer. El seu enemic és el pretendent porpra Eric Ulnar, que va buscar les Meduses en primer lloc, buscant convertir-se en el proper Emperador del Sol.
Les Meduses van conquerir la Lluna, hi van establir les seves bases i van intentar la conquesta del Sistema Solar. Durant eons, les Meduses havien utilitzat un gas d'efecte hivernacle vermellós i artificial per evitar que el seu món moribund es congelés. De la primera expedició humana al seu món, les Meduses van aprendre que el gas podreix la carn humana, i l'utilitzen com una potent arma química, intentant la destrucció ecològica mitjançant projectils disparats des de la Lluna. Les seves vastes naus espacials també tenen armes de plasma molt efectives, molt similars a les que tenien els romulans en un episodi de Star Trek anomenat Balance of Terror.